# Huperzia copelandiana
Huperzia copelandiana là một loài thực vật có mạch trong Họ Thạch tùng. Loài này được (R.C.Y. Chou & Bartlett) Holub mô tả khoa học đầu tiên năm 1991.